# Жовті крапки

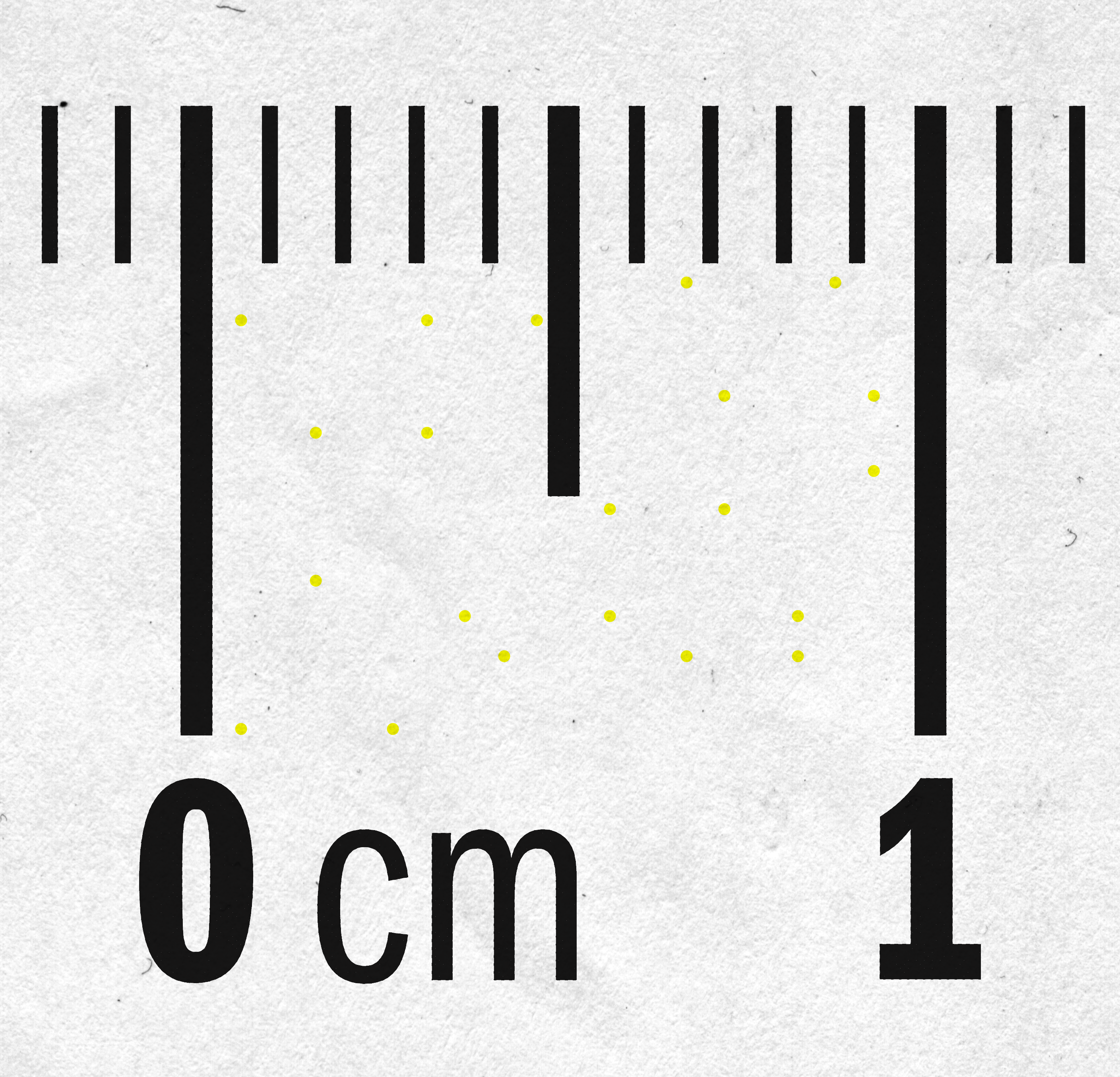
Жовті крапки на білому папері, поставлені кольоровим принтером.

Жовті крапки (також Machine Identification Code (MIC), принтерна стеганографія) — мітки, що ставляться багатьма кольоровими лазерними принтерами на кожну друковану сторінку для можливості виявлення, яким принтером і коли надруковано документ. Придивившись, скупчення точок можна побачити по усій сторінці в місцях розташування тексту або зображень, на відстані приблизно 2,5 мм одне від одного.

## Поширення
Крапки ледве видно неозброєним оком. Вони містять в собі інформацію про серійний номер принтера, а також дату і час друку. Вони зазвичай наносяться фарбою жовтого кольору, завдяки чому непомітні на білому папері. Крапки легше розгледіти, якщо підсвітити папір ліхтариком. Розміщення цих точок є видом стеганографії. Підтверджено використання цього методу в принтерах, що випускаються під торговими марками Brother, Canon, Dell, Epson, Hewlett-Packard, IBM, Konica, Kyocera, Lanier, Lexmark, NRG, Panasonic, Ricoh, Savin, Toshiba, Xerox.

## Історія виникнення
Запровадження цього заходу, згідно з коментарями виробників принтерів, було частиною співпраці з урядом, конкуруючими виробниками і консорціумом банків, спрямованого на боротьбу із фальшивомонетниками.
У 2005 році люди з Electronic Frontier Foundation зламали коди, що використалися в принтерах Xerox DocuColor, і опублікували керівництво з їх декодування.
Хоча Electronic Frontier Foundation опублікував результати свого дослідження тільки в 2005 році, принтери використовували цю технологію і раніше. Вдалося виявити мітки на відбитках, виготовлених в 1990-х роках.

## Ресурси Інтернету
- zheltie tochki printer Онлайн розшифровка коду жовтих крапок лазерного принтера
- Олег Нечай (21 жовтня 2005). Усі ми під ковпаком у принтера (рос.). Компьютерра-онлайн. Архів оригіналу за 18 березня 2012. Процитовано 25 лютого 2012.
- США отримали секретні коди для стеження за громадянами світу через принтери (рос.). NEWSru.com. 20 жовтня 2005. Архів оригіналу за 4 березня 2016. Процитовано 25 лютого 2012.
- List of Printers Which Do or Do Not Display Tracking Dots (англ.). Electronic Frontier Foundation. Архів оригіналу за 20 січня 2017. Процитовано 15 червня 2016.
- Джейсон Тьюи. Жёлтые точки... выдадут вас с головой :  [рос.] // Computerworld Россия. — 2004. — № 47. — ISSN 15605213.
- Валерий Маресин, Защищённая полиграфия: справочник [Архівовано 6 березня 2016 у Wayback Machine.], М.: ФЛИНТА: МГУП им. И. Фёдорова, 2012, 640 с., ISBN 978-5-9765-1243-6 (ФЛИНТА), ISBN 978-5-8122-1208-7 (МГУП им. И. Фёдорова).